# 2016 en aéronautique
Chronologie de l'aéronautique
- 2012
- 2013
- 2014
- 2015
- 2016
- 2017
- 2018
- 2019
- 2020

Cet article présente les faits marquants de l'année 2016 en aéronautique.

## Événements

### Janvier
- Fin de la production du turboréacteur Pratt & Whitney PW2000 construit à 1 313 unités[1].

### Février
- 24 février : Le vol 193 Tara Air s'écrase au Népal, faisant 23 morts.

### Avril
- 22 avril : Premier vol du Mitsubishi X-2[2].

### Mai
- 17 mai : Premier vol de l'avion d'entraînement autrichien Diamond DART-450
- 19 mai : Le vol 804 EgyptAir, en partance de Paris et à destination du Caire, s’abîme en mer Méditerranée, avec 66 personnes à bord.

### Juillet
- 30 juillet : Accident de montgolfière de Maxwell au Texas, faisant 16 morts.

### Août
- 26 août : fondation de la société militaire privé Meta Aerospace qui devient Metrea en 2022[3].

### Octobre
- 19 octobre : Le premier hélicoptère à propulsion électrique, le Volta, fait sa première démonstration en vol public en France[4].

### Novembre
- 24 novembre : Premier vol de l'Airbus A350-1000.

### Décembre
- 20 décembre : Premier vol de l'avion d'entrainement Boeing BTX-1 devenu depuis le Boeing T-7 Red Hawk[5].
- 29 décembre : Premier vol de l'avion d'entraînement italien Aermacchi M-345 HET.